# 丹波氏
丹波氏（たんばうじ）は、「丹波」を氏の名とする氏族。
一般に渡来系氏族の1つとされ、応神天皇の時代に帰化した阿知使主を祖とする丹波史の出身と称し、本姓は坂上氏とする。丹波康頼の代で丹波宿禰姓を賜る。一族からの堂上家としては錦小路家があり、その他では金保氏（後の多紀氏）や施薬院氏がある。

## 出自
丹波康頼の代で丹波宿禰姓を賜ったことにより始まる家である。後に朝臣姓を賜り、代々、医博士、鍼博士、典薬頭など医家を数多く出した。
丹波康頼を坂上直大国の子とする文献が多いが、丹波康頼は紀元10世紀初頭、平安時代中期の人物に対し、坂上直大国が紀元8世紀初頭、奈良時代中期の人物であり、200年ほど時間のずれが認められるなどその出自は非常に疑わしいものとなっている。
上記のように、丹波氏は一般に渡来系氏族の東漢直の後裔の丹波史出身とされるが、家祖の丹波康頼は丹波国造（丹波直）が居住した天田郡の出身で、『大同類聚方』には天田郡の天照玉命神社社家の丹波直人足に伝わる保賀世薬の記述がある。

## 人物
- 丹波康頼（912年 - 995年） - 従五位上、左衛門佐、丹波介、医博士、鍼博士、典薬頭
- 丹波重雅（重明？）（946年 - 1011年） - 従四位上（または正四位上）、侍従、丹波権守、権鍼博士、典薬頭、左近医師、薬院、正五位下、穀物院別当、主税頭、大舎人頭、兵庫頭、掃部頭
- 丹波忠明（990年 - ?） - 従四位下、典薬頭、権鍼博士、医博士、改・宿禰、賜・朝臣
- 丹波雅忠（生没年不詳） - 昇殿、三位（または二位）、侍従、丹波守、施薬院使、典薬頭、主税頭、禁色雑袍、右衛門佐、医博士、権侍医、正四位下、掃部頭、典薬頭、主税頭、施薬院使、穀物院別当
- 丹波忠康（生没年不詳） - 正四位下、備前守、医博士、侍医、典薬頭、主税頭、穀物院別当、施薬院使
- 丹波重忠 （? - 1114年）- 従四位上・施薬院使・主税頭・医博士・侍医
- 丹波仲明（生没年不詳） - 山城守、伊勢権守
- 丹波実康（生没年不詳） - 従四位下、医博士、女医博士、侍医、女官別当、穀物院別当、主税頭、内匠頭
- 丹波経康（生没年不詳） - 従四位下、医博士、侍医、主税頭、大舎人頭
- 丹波雅長（生没年不詳） - 正五位下、侍医
- 丹波重経（生没年不詳） - 肥後入道云々
- 丹波雅康（生没年不詳） - 正四位下（正四位上？）、鍼博士、典薬頭、大舎人頭
- 丹波重康（生没年不詳） - 従四位下、医博士、侍医、図書頭、施薬院使
- 丹波基康（生没年不詳） - 従四位上、主水正、典薬頭、女官別当
- 丹波重基（生没年不詳） - 典薬頭、女官別当、施薬院使
- 丹波知康（生没年不詳） - 正四位下、丹波介、典薬頭、主税頭
- 丹波信康（生没年不詳） - 従五位下、権侍医
- 丹波雅経（生没年不詳） - 従五位下、土佐権守
- 丹波雅継（生没年不詳） - 従五位上、土佐権守
- 丹波家幸（生没年不詳） - 従五位上、左近医師、大舎人助
- 丹波憲基（生没年不詳） - 従四位下、侍医、施薬院使
- 丹波良基（1186年 - 1240年9月8日） - 正四位上、施薬院使[1]、 摂家将軍藤原頼経の主治医[2]
- 丹波伊基（生没年不詳） - 従四位上、権鍼博士、施薬院使
- 丹波尚基（生没年不詳） - 従四位上、権鍼博士、雅楽頭
- 丹波高基（生没年不詳） - 従四位上、遠江守（近江守？）、典薬大允
- 丹波顯基（生没年不詳）
- 丹波雅尚（生没年不詳） - 従五位上、典薬権助
- 丹波尚能（生没年不詳） - 従五位下
- 丹波親基（生没年不詳） - 従五位下、典薬権助
- 丹波忠憲（生没年不詳） - 従五位下（従四位下？）、大学助
- 丹波頼憲（生没年不詳） - 掃部助
- 丹波雅憲（生没年不詳）
- 丹波忠守（1270年? - 1344年） - 宮内卿・典薬頭

傍流
- 丹波為頼（生没年不詳） - 和気定成朝臣門流に入る
- 丹波秀頼（生没年不詳） - 従五位上、右衛門佐、右衛門医師
- 丹波胤秀（生没年不詳） - 大炊介
- 丹波行秀（生没年不詳） - 掃部介、関東（東国）へ移住す
- 丹波秀正（生没年不詳） - 大膳亮
- 丹波清秀（生没年不詳） - 従五位下
- 丹波為資（生没年不詳） - 従五位下、左兵医師
- 丹波資秀（生没年不詳）
- 丹波親秀（生没年不詳） - 左衛医師、承久3年（1221年）逆鱗？隠岐国へ移住し後に京へ帰る
- 丹波為秀（生没年不詳） - 従五位下、左兵医師
- 丹波有秀（生没年不詳） - 大舎人助
- 丹波雅秀（生没年不詳） - 従五位下、内蔵助